# Colour by Numbers
Colour by Numbers, pubblicato nel 1983, su etichetta Virgin Records, è il secondo album del gruppo musicale pop rock / reggae / new wave britannico dei Culture Club, maggiormente attivi e popolari nel corso degli anni ottanta, guidàti dal cantante anglo-irlandese George O'Dowd, al secolo Boy George, androgino leader della band e capostipite dei cosiddetti «gender benders».
Il lavoro, uno dei 100 in assoluto più venduti negli anni ottanta, ha ottenuto 12 dischi d'oro e 20 dischi di platino, totalizzando 4 900 000 copie in tutto il mondo, la maggior parte delle quali negli Stati Uniti. Tra l'altro, il 33 giri contiene il singolo "Karma Chameleon" che ne costituisce il brano d'apertura: hit internazionale, la canzone è stata numero 1 in una quindicina di paesi sparsi per il globo, in particolare per 4 settimane negli USA e per 6 settimane in UK, vendendo, nella sola Gran Bretagna, 1 100 000 copie.

## La storia più recente dei Culture Club
Formatisi nel 1981 e scioltisi una prima volta nel 1986, i Culture Club si sono riformati nel 1998, per la realizzazione di un greatest hits, intitolato Greatest Moments, un album dal vivo, registrato per la nota serie VH1 Storytellers, coerentemente intitolato VH1 Storytellers Live (pubblicati, in quello stesso 1998, su due compact disc separati, ma riuniti in un'unica confezione, collettivamente intitolata Greatest Moments - VH1 Storytellers Live, a tiratura limitata, però rimasta in commercio per dieci anni esatti, di fatto, fino al 2008, quando il disco dal vivo è stato ritirato dal mercato, lasciando singolo e inalterato Greatest Moments), un nuovo album di studio (Don't Mind If I Do del 1999), e un DVD commemorativo del loro ventennale di carriera (Culture Club 20th Anniversary Concert - Live at the Royal Albert Hall), uscito nel 2002.
Alla fine di quello stesso anno, i quattro membri della band smetteranno nuovamente di suonare insieme, nella formazione originale, comprendente, oltre Boy George, alla voce, anche Jon Moss (nato a londra da agiata famiglia ebrea - https://londonita.com/i-culture-club/), alla batteria (che ha una relazione sentimentale con il leader Boy George, all'insaputa degli altri componenti del gruppo), il giamaicano Mickey Craig, al basso, e l'anglosassone "DOC" Roy Hay, alla chitarra e alle tastiere, anche se dal vivo, all'epoca della riunione, Roy, riconosciuto all'unanimità la «mente musicale del gruppo», suona per lo più quest'ultimo strumento, coadiuvato dal chitarrista di Boy George, l'autodidatta cipriota John Themis, considerato il quinto Culture Club, al volgere del Millennio.
Dopo il secondo scioglimento del 2002, parte della band si è riformata ancóra (nel 2007 anche se il progetto sembra essersi arenato, dopo una prima discreta performance live del nuovo quartetto) senza Hay e O'Dowd, le due vere colonne portanti del gruppo. George scrive tutti i testi, compensando così l'apporto tecnico-musicale di Roy, componendo così gran parte delle canzoni più note dei Culture Club, infatti, nonostante quasi l'intero repertorio del gruppo venga equamente attribuito a tutti e quattro i membri, pare che Moss e Craig, pur fondamentali nel complesso per la definizione del sound finale (uno dei più tipici nel panorama musicale mondiale di quegli anni, a dispetto di influenze dichiarate ed evidenti reminiscenze), non siano di fatto mai andati oltre un apporto secondario, al livello dell'arrangiamento dei brani, quando questi erano già strutturalmente completi.

## Il disco del 1983

### I primi due singoli e il boom di "Karma Chameleon"
L'album del 1983, che prende il titolo dall'omonimo Lato B, "Colour by Numbers", inciso durante le session di registrazione (e mai incluso nell'LP stesso, all'epoca della sua uscita! Ma non si tratta né di una novità - cfr. l'album di debutto, Kissing to Be Clever del 1982, la cui title track, "Kissing to Be Clever", comparirà, esattamente venti anni dopo, soltanto nel cofanetto quadruplo del 2002, Culture Club Box Set, né di un caso isolato - cfr. la B-side di God Thank You Woman "From Luxury to Heartache", che dà il titolo al quarto album della band, From Luxury to Heartache del 1986), venne pubblicato nel settembre del 1983, su etichetta Virgin, preceduto da due singoli: "Church of the Poison Mind", che uscì molti mesi prima dell'album, in aprile, raggiungendo la Top Ten, e il mega-successo mondiale "Karma Chameleon", uscito invece a ridosso della pubblicazione del long playing, a settembre, che raggiunse la vetta delle classifiche statunitensi (Numero Uno per quattro settimane) e britanniche (Numero Uno per sei settimane, il singolo più venduto di quell'anno, con 1 100 000 copie nel solo Regno Unito), e fu Numero Uno in più di 15 paesi in tutto il mondo.

### Gli altri singoli
Altri tre singoli furono tratti dall'album: "It's a Miracle" (Top Ten), "Victims" (Numero 3 in Gran Bretagna, nel periodo di Natale del 1983) e "Miss Me Blind" (quest'ultimo mai pubblicato nel Regno Unito, raggiunse il Numero 5 negli USA, nel 1984). Un brano all'epoca molto popolare, incluso sull'album del 1983 e mai pubblicato come singolo, era "Black Money", intensa ballata soul, interpretata con Helen Terry, quinto membro virtuale dei Culture Club nell'epoca d'oro. "Black Money" doveva essere il singolo per la promozione della prima raccolta di successi del gruppo, This Time - The First Four Years del 1987, ma, in un primo momento ritardato, non venne poi pubblicato affatto. Altro brano magistralmente interpretato con Helen Terry fu "That's the Way (I'm Only Trying to Help You)", ballata acustica molto suggestiva, costruita soltanto attorno al pianoforte e al duetto di voci, apparsa anche come lato B del secondo 45 giri, "Karma Chameleon". Le due ballate erano anche tra i brani preferiti dal cantante durante le esecuzioni dal vivo del gruppo con la Terry come corista (preferenza condivisa anche dai fans).

### Gli altri brani dell'album
Il long playing comprendeva anche: "Changing Every Day", un'altra ballad, un po' più movimentata del solito, con un bell'assolo di sax nel middle; "Stormkeeper", un pezzo dalle chiare influenze latino-americane, dal titolo curioso e quasi intraducibile, che in italiano potrebbe essere reso con qualcosa come «Guardiano della tempesta» o «Custode del temporale», e dal testo squisitamente ermetico ed enigmatico; e "Mister Man", la traccia che prese il posto della title-track "Colour by Numbers", dal testo piuttosto battagliero («Per le strade predicano violenza, Signor Uomo, è nella tua testa»), pervaso di amarezza («Il Signor Uomo è un pilota, il Signor Uomo è una bufala») e ineluttabilità («Al cowboy di mezzanotte non servono né fucili né pistole per farti fuori»). "Mister Man" è uscito come singolo soltanto in Sudafrica, che viveva in quegli anni una situazione socio-politica delicata, complicata, cosicché la canzone ha potuto attecchirvi agevolmente, a differenza di altri paesi - senza contare poi che, secondo molti, il posto guadagnato da "Mister Man" tra i solchi della tracklisting principale del disco sarebbe spettato di diritto alla omessa (fino alla ristampa del 2003) title-track, la tenera ballad intitolata appunto "Colour by Numbers", in cui si tratta senza veli dell'amore omosessuale, altro tema all'epoca molto più scottante rispetto a oggi.

### La «big old ballad» "Victims"
Due parole a parte merita il classico "Victims", presentata da Boy George come una «big old ballad» ("una vecchia, grande ballata"), nella performance live per VH1 Storytellers, che vide la prima riunione dal vivo dei Culture Club, dopo 13 anni di assenza dai palcoscenici. Nonostante il successo di Victims risultò inferiore rispetto a quello ottenuto da altri singoli (primi su tutti Karma Chameleon e Do You Really Want to Hurt Me, che raggiunsero la vetta delle classifiche di tutto il mondo), il lento brano orchestrale, di un'intensità lirica senza precedenti per il gruppo (che per tutta una serie di motivi più o meno futili - era troppo lenta, c'era troppa orchestra, il video era troppo decadente, ecc. ecc. - non riuscì ad andare oltre il Numero 3 in Gran Bretagna, a causa dei e nonostante i limitatissimi passaggi radio), viene da molti considerata come l'indiscusso capolavoro dei Culture Club, sia al livello del testo, che al livello della musica e dell'arrangiamento. La versione strumentale della traccia, nota come "Romance Revisited", che è il suo titolo ufficiale, originariamente lato B della versione vocale, verrà infatti inserita anche tra le bonus tracks incluse nella ristampa masterizzata dell'album, nel 2003.
Anche se lo stesso Boy George, durante i primi concerti della band, presentava spesso Do You Really Want to Hurt Me come «il brano per cui, probabilmente, ci ricorderete di più» (frase che sarebbe servita, successivamente e senza il «probabilmente» per inciso, ad introdurre la nuova super-hit Karma Chameleon), sembra proprio che oggi, e in futuro, questa presentazione debba essere riservata alla celebre «big old ballad». Va detto, infine, che all'inizio del Nuovo Millennio, durante il festival nostalgico dei Culture Club, svoltosi in pieno revival anni ottanta, il brano fu registrato di nuovo in una nuova versione, intitolata "Victims 2002", inclusa nel cofanetto Culture Club - Box Set, pubblicato dal gruppo in quello stesso anno, contenente materiale inedito, singoli, remix e varie altre chicche.

### Le esecuzioni dal vivo
Quasi tutti i dieci brani originari del secondo album dei Culture Club, oltre al lato B "Melting Pot", che è già di per sé un'incisione live, compaiono, in versioni dal vivo, nei due DVD Culture Club Live in Sydney, che ripropone il concerto con cui il gruppo debuttò in Australia, e Culture Club Greatest Hits, contenente invece lo spettacolo live originariamente intitolato A Kiss Across the Ocean e realizzato per il mercato americano, la raccolta dei videoclip promozionali in VHS intitolata This Time - The First Four Years, come il primo omonimo greatest hits su disco (senza però "Black Money" - di cui non esiste alcuna clip di studio e il cui video promo era stato ricavato dalla performance tratta da A Kiss Across the Ocean, il promo americano contenente anche l'esecuzione di "Melting Pot" - ma, in compenso, con l'aggiunta di una serie di extra: i tre video che originariamente non vi figuravano e i tre nuovi video girati dai Culture Club, nel corso del 1998 e del 1999, per la promozione dell'ultimo album del gruppo, Don't Mind If I Do), oltre a un'intervista con la band, all'epoca dell'ultima riunione del 1998/1999.

### I lati B inediti
Cinque furono i lati B pubblicati sul retro dei vari singoli estratti da Colour by Numbers, alla fine ripubblicati tutti nella ristampa dell'album nel 2003 (vedi sotto la sezione 'Tracce'). Il brano "Mystery Boy", pubblicato sul lato B del maxi singolo di "Church of the Poison Mind", assieme all'altro inedito "Man Shake" (interessante pezzo sperimentale, costruito soltanto sulle voci duettanti di Helen Terry e Boy George, inserite sopra una traccia ritmica altamente percussiva, realizzata da Jon Moss - tutti gli altri strumenti sono invece completamente assenti), fu pubblicato come 45 giri indipendente solo in Giappone, a causa del grande successo ottenuto dallo spot pubblicitario televisivo per una marca di whisky, di cui costituiva la colonna sonora (lo stesso accadrà, l'anno dopo, per "Don't Go Down That Street", la quale, oltre ad essere la B-side di "The Medal Song", il primo flop della band, uscirà anche come singolo individuale esclusivamente nipponico, a causa di un lungo inserto in lingua giapponese, realizzato da Miko, un'amica locale di Boy George, con cui veniva spesso fotografato all'epoca).
"Colour by Numbers", il pezzo che dà il titolo a tutto l'album, non comparve mai nella tracklisting dell'LP fino alla ristampa del 2003 (cfr. nota 4). Prima di allora, il brano (una ballata molto sentita, il cui ritornello faceva riferimento soltanto all'elemento cromatico del titolo, ignorando completamente quello numerico - l'espressione «colour by numbers» significa appunto "colorare coi numeri", mentre il chorus della title track si limita a ripetere «oh colours we chose», cioè "Oh! I colori che abbiamo scelto...") era disponibile soltanto come lato B, sia di "Miss Me Blind" che di "Victims". Il maxi singolo di quest'ultima conteneva anche la versione strumentale/orchestrale di "Victims", intitolata "Romance Revisited", diversamente arrangiata, con l'orchestra dall'inizio alla fine, ma senza né batteria né basso (che già nella versione vocale entravano soltanto a metà pezzo).
Quanto a "Melting Pot", una cover live del brano originariamente portato al successo dal gruppo dei Blue Mink, nel 1969, si trattava del pezzo finale che i Culture Club proponevano in chiusura degli spettacoli dell'epoca (1983-1984). La traccia comparve sul maxi singolo del medley "It's a Miracle"/"Miss Me Blind", il remix 12" pubblicato soltanto negli USA, oltre ad essere inserita negli show dal vivo ripresi nel citato video promozionale girato per il mercato americano A Kiss Across the Ocean (poi confluito, assieme alla raccolta di videoclip di studio This Time - The First Four Years, nel DVD semplicemente intitolato Culture Club Greatest Hits) e nel primo concerto australiano, Culture Club Live in Sydney (pubblicato di recente in DVD).

## Tracce

### Album originario del 1983
1. "Karma Chameleon" (O'Dowd, Hay, Craig, Moss, Pickett) - 4:12
2. "It's a Miracle" (O'Dowd, Hay, Craig, Moss, Pickett) - 3:25
3. "Black Money" (O'Dowd, Hay, Craig, Moss) - 5:19
4. "Changing Every Day" (O'Dowd, Hay, Craig, Moss) - 3:17
5. "That's the Way (I'm Only Trying to Help You)" (O'Dowd, Hay, Craig, Moss) - 2:46
6. "Church of the Poison Mind" (O'Dowd, Hay, Craig, Moss) - 3:30
7. "Miss Me Blind" (O'Dowd, Hay, Craig, Moss) - 4:29
8. "Mister Man" (O'Dowd, Hay, Craig, Moss) - 3:36
9. "Stormkeeper" (O'Dowd, Hay, Craig, Moss) - 2:49
10. "Victims" (O'Dowd, Hay, Craig, Moss) - 4:53

### Bonus tracks sulla ristampa del 2003
1. "Man Shake" (O'Dowd, Hay, Craig, Moss) - 2:30 [lato B sul singolo di "Church of the Poison Mind"]
2. "Mystery Boy (Suntori Hot Whiskey Song)" (O'Dowd, Hay, Craig, Moss) - 3:10 [extra lato B sul maxi singolo di "Church of the Poison Mind"]
3. "Melting Pot" (Cook, Greenaway) - 4:30 [live dal VHS di A Kiss Across the Ocean; lato B sul maxi singolo di "It's a Miracle/Miss Me Blind" (U.S. 12" Remix)]
4. "Colour by Numbers" (O'Dowd, Hay, Craig, Moss) - 3:30 [lato B sui singoli di "Victims" e di "Miss Me Blind"]
5. "Romance Revisited" (O'Dowd, Hay, Craig, Moss) - 4:53 [strumentale di "Victims"; extra lato B sul maxi singolo di "Victims"]

## Credits

### Formazione

#### Line-up principale
- Boy George: voce e testi
- Roy Hay: chitarre, tastiere
- Jon Moss: percussioni, batteria, missaggio digitale
- Mickey Craig: basso

#### Band di supporto
- Helen Terry: voce femminile e armonie vocali
- Phil Pickett: tastiere
- Steve Grainger: sassofono
- Terry Bailey: tromba

### Musicisti e coristi
- Jermaine Stewart: cori maschili
- Graham Broad: percussioni supplementari
- Jud Lander: armonica a bocca
- Kenneth McGregor: trombone
- Julian Lindsay: pianoforte acustico
- Pat Seymour (per gentile concessione della RCA): flauto

### Produzione
- Steve Levine: produzione (per le Do Not Erase Productions) e missaggio digitale
- Gordon Milne, Simon Humprhey: tecnici del suono per le registrazioni presso i Red Bus Studios
- Trevor Bastow: arrangiamento archi
- Mike Ross: tecnico del suono per gli archi presso i CBS Studios
- Tim Young: masterizzazione presso i CBS Studios

### Staff
- Assorted iMaGes: realizzazione copertina
- Jamie Morgan: fotografia
- Sting Ray: styling
- Lynne Easton: make-up

### Studi
- Red Bus Studios: studi di registrazione
- CBS Studios: studi di masterizzazione e di engineering degli archi

## Classifiche

### Album
| Classifica (1983)          | Posizione più alta |
| -------------------------- | ------------------ |
| Classifica Album UK        | 1                  |
| Billboard Hot 200 USA      | 2                  |
| Classifica Album R&B USA   | 7                  |
| Classifica Album Australia | 1                  |

### Singoli
| Singolo                     | Classifica (1983/1984)     | Posizione più alta |
| --------------------------- | -------------------------- | ------------------ |
| "Church of the Poison Mind" | Classifica Singoli UK      | 2                  |
| "Church of the Poison Mind" | Billboard Hot 100 USA      | 10                 |
| "Karma Chameleon"           | Classifica Singoli UK      | 1                  |
| "Karma Chameleon"           | Billboard Hot 100 USA      | 1                  |
| "Karma Chameleon"           | Classifica Singoli R&B USA | 67                 |
| "Karma Chameleon"           | AC-Adult Contemporary USA  | 3                  |
| "Victims"                   | Classifica Singoli UK      | 3                  |
| "It's a Miracle"            | Classifica Singoli UK      | 4                  |
| "It's a Miracle"            | Billboard Hot 100 USA      | 13                 |
| "It's a Miracle"            | AC-Adult Contemporary USA  | 8                  |
| "Miss Me Blind"             | Billboard Hot 100 USA      | 5                  |